# Wereldkampioenschappen kunstschaatsen junioren 1977
De Wereldkampioenschappen kunstschaatsen junioren zijn samen een jaarlijks terugkerend evenement dat door de Internationale Schaatsunie (ISU) wordt georganiseerd. De tweede editie vond van 8 tot en met 12 februari 1977 plaats in, net als de eerste editie, Megève, Frankrijk.
Titels en medailles waren er te verdienen in de categorieën: jongens individueel, meisjes individueel, paarrijden en ijsdansen.

## Historie
De eerste Wereldkampioenschappen kunstschaatsen junioren vonden in 1976 plaats in Megève, Frankrijk onder de officiële naam ISU Junior Skating Championship. Ook in 1977 zou het toernooi onder deze naam in Megève worden gehouden. Pas in 1978, ook weer in Megève, zou de officiële naam worden gewijzigd in World Junior Skating Championship.

## Deelname
Er namen deelnemers uit vijftien landen deel aan de kampioenschappen, zij vulden 40 startplaatsen in. Uit Finland en Zweden nam voor het eerst een deelnemer deel. Bulgarije, Joegoslavië, Roemenië, Tsjechoslowakije en Zuid-Korea vaardigden deze editie geen deelnemers af. Onder de deelnemers de Belgische Genevieve Schoumaker, die voor de tweede keer deelnam, en de Nederlandse Rudina Pasveer in het meisjestoernooi. De Sovjet-Unie zag af van deelname vanwege de uitnodiging aan Zuid-Afrika voor deelname.
Deelnemende landen
(Tussen haakjes het totaal aantal startplaatsen in de vier toernooien.)
| Frankrijk (7) Verenigd Koninkrijk (6) Canada (4) Japan (4) | Australië (3) West-Duitsland (3) Zwitserland (3) Italië (2) | Oostenrijk (2) België (1) Finland (1) Nederland (1) | Verenigde Staten (1) Zuid-Afrika (1) Zweden (1) |

## Medailleverdeling
De elf te verdelen medailles bij deze editie gingen naar vijf landen. Voor het eerst werd er een medaille behaald door deelnemers uit Oostenrijk (1), Zuid-Afrika (1) en Zwitserland (2). De andere zeven gingen naar Canada (4) en Groot-Brittannië (3).
Bij de jongens volgde Daniel Beland de Amerikaan Mark Cockerell op als titelhouder. Het was de tweede Canadese medaille bij de jongens, Brian Pockar werd vorig jaar derde. De Brit Mark Pepperday op plaats twee won de eerste medaille voor zijn land bij de jongens. De Zwitser Richard Furrer behaalde de bronzen medaille.
Bij de meisjes ging de titel eveneens naar Canada, Carolyn Skoczen volgde de Amerikaanse Suzie Brasher op. Het was de eerste Canadese medaille bij de meisjes. Op de plaatsen twee en drie eindigden respectievelijk de Oostenrijkse Christa Jorda en de Zwitserse Corine Wyrsch.
Bij de paren volgde het Canadese paar Josée France / Paul Mills hun landgenoten Sherri Baier / Robin Cowan als titelhouders op. Het enige andere deelnemende paar Elga Balk / Gavin MacPherson uit Zuid-Afrika wonnen de zilveren medaille.
Net als in 1976 ging de titel in het ijsdansen naar Britse deelnemers, Wendy Sessions / Mark Reed volgden Kathryn Winter / Nicholas Slater op als titelhouder. Ook op de tweede plaats stond net als vorig jaar weer een Brits paar, ditmaal namen Karen Barber / Kim Spreyer hier plaats. Het Canadese paar op plaats drie, Marie McNeil / Robert McCall, wonnen de eerste medaille bij het ijsdansen voor hun land.
| Onderdeel | Goud                       | Zilver                       | Brons                        |
| --------- | -------------------------- | ---------------------------- | ---------------------------- |
| Jongens   | Daniel Beland              | Mark Pepperday               | Richard Furrer               |
| Meisjes   | Carolyn Skoczen            | Christa Jorda                | Corine Wyrsch                |
| Paren     | Josée France / Paul Mills  | Elga Balk / Gavin MacPherson |                              |
| IJsdansen | Wendy Sessions / Mark Reed | Karen Barber / Kim Spreyer   | Marie McNeil / Robert McCall |

## Uitslagen
| #      | naam (deelname)          | land                              |        |
| ------ | ------------------------ | --------------------------------- | ------ |
| Goud   | Daniel Beland            | Vlag van Canada                   |        |
| Zilver | Mark Pepperday           | Vlag van Verenigd Koninkrijk      |        |
| Brons  | Richard Furrer           | Vlag van Zwitserland              |        |
| 04     | Michael Passfield (2)    | Vlag van Australië                |        |
| 05     | Helmut Kristofics-Binder | Vlag van Oostenrijk               |        |
| 06     | Philippe Paulet          | Vlag van Frankrijk                |        |
| 07     | Shinji Someya            | Vlag van Japan                    |        |
| 08     | Christopher Howarth      | Vlag van Verenigd Koninkrijk      |        |
| 09     | Joachim Edel             | Vlag van Bondsrepubliek Duitsland |        |
| 10     | Lars Akesson             | Vlag van Zweden                   |        |
| 11     | Nagao Kobayashi          | Vlag van Japan                    |        |
| 0-     | Herve Pornet             | Vlag van Frankrijk                | t.z.t. |

| #      | naam (deelname)          | land                              |
| ------ | ------------------------ | --------------------------------- |
| Goud   | Carolyn Skoczen          | Vlag van Canada                   |
| Zilver | Christa Jorda (2)        | Vlag van Oostenrijk               |
| Brons  | Corine Wyrsch            | Vlag van Zwitserland              |
| 04     | Cecile Antonelli         | Vlag van Frankrijk                |
| 05     | Lynne Rickatson          | Vlag van Verenigd Koninkrijk      |
| 06     | Carolyn Dunkeld          | Vlag van Verenigd Koninkrijk      |
| 07     | Yoko Yakushi             | Vlag van Japan                    |
| 08     | Karin Riedieger          | Vlag van Bondsrepubliek Duitsland |
| 09     | Rudina Pasveer           | Vlag van Nederland                |
| 10     | Patricia Claret          | Vlag van Zwitserland              |
| 11     | Karina Tanski            | Vlag van Bondsrepubliek Duitsland |
| 12     | Vicki Holland (2)        | Vlag van Australië                |
| 13     | Marcelle Byrne           | Vlag van Australië                |
| 14     | Karin Telser             | Vlag van Italië                   |
| 15     | Pia Snellman             | Vlag van Finland                  |
| 16     | Genevieve Schoumaker (2) | Vlag van België                   |
| 17     | Tammy Grenfell           | Vlag van Verenigde Staten         |

| #      | naam (deelname)            | land                             |
| ------ | -------------------------- | -------------------------------- |
| Goud   | Josée France Paul Mills    | Vlag van Canada                  |
| Zilver | Elga Balk Gavin MacPherson | Vlag van Zuid-Afrika (1928-1982) |

| #      | naam (deelname)                             | land                              |
| ------ | ------------------------------------------- | --------------------------------- |
| Goud   | Wendy Sessions Mark Reed                    | Vlag van Verenigd Koninkrijk      |
| Zilver | Karen Barber Kim Spreyer                    | Vlag van Verenigd Koninkrijk      |
| Brons  | Marie McNeil Robert McCall                  | Vlag van Canada                   |
| 04     | Anne-Sophie Druet (2) Laurent Mazarguil (2) | Vlag van Frankrijk                |
| 05     | Catherine Labaille Pierre Bechu             | Vlag van Frankrijk                |
| 06     | Henriette Froschl Christian Steiner         | Vlag van Bondsrepubliek Duitsland |
| 07     | Paola Casalotti Sergio Ceserani             | Vlag van Italië                   |
| 08     | Nathalie Herve Pierre Husarek               | Vlag van Frankrijk                |
| 09     | Michiko Abbe Masoma Sakai                   | Vlag van Japan                    |

Medaillewinnaars

Jongens · 
Meisjes · 
Paren · 
IJsdansen

 Toernooi

1976 · 
1977 · 
1978 · 
1979 · 
1980 · 
1981 · 
1982 · 
1983 · 
1984 · 
1985 · 
1986 · 
1987 · 
1988 · 
1989 · 
1990 · 
1991 · 
1992 · 
1993 · 
1994 · 
1995 · 
1996 · 
1997 · 
1998 · 
1999 · 
2000 · 
2001 · 
2002 · 
2003 · 
2004 · 
2005 · 
2006 · 
2007 · 
2008 · 
2009 · 
2010 ·
2011 ·
2012 ·
2013 ·
2014 ·
2015 ·
2016 ·
2017 ·
2018 ·
2019 · 
2020

 ISU-kampioenschappen

WK kunstschaatsen · 
EK kunstschaatsen · 
Viercontinentenkampioenschap · 
Olympische Spelen